# I Am... Tour
I Am... Tour – światowa trasa koncertowa amerykańskiej piosenkarki rhythm and bluesowej Beyoncé Knowles, promująca jej trzeci album studyjny I Am... Sasha Fierce. Objęła Amerykę Północną, Europę, Azję, Afrykę, Australię, Bliski Wschód oraz Amerykę Południową.
I Am... Tour zajęła miejsce 15. na liście najbardziej dochodowych tras koncertowych 2009 roku, zarabiając ponad 57 milionów dolarów na 57 koncertach, w tym 25 w pełni wyprzedanych. Występy wokalistki zobaczyło 697 tysięcy osób. Dochód z trasy wzrósł do 86 milionów dolarów po 93 koncertach.
19 sierpnia 2009 roku na oficjalnej stronie internetowej Knowles pojawiła się informacja, że trasa została nominowana do nagrody Billboardu w kategorii wyboru fanów.

## Tło
3 października 2008 roku magazyn Billboard poinformował, iż Knowles ma zamiar wyruszyć w trasę koncertową wiosną 2009 roku, by promować album I Am... Sasha Fierce. Daty europejskiego etapu ogłoszone zostały 11 grudnia 2008 roku. W wywiadzie dla Entertainment Weekly Knowles powiedziała: „Pracowałam nad tą trasą przez osiem miesięcy [...] Brałam udział w próbach i starałam się uzgodnić listę utworów. Jestem podekscytowana i nie mogę spać, chcąc wciąż być na próbach. To jedyna rzecz, o której mogę myśleć, i której nie mogę się doczekać.”
Trasa rozpoczęła się 26 marca w Rexall Place w kanadyjskim Edmonton, a jej pierwszy etap zakończył się w Seattle. Drugi objął Europę, rozpoczynając się w Zagrzebiu, a kończąc piętnastoma występami w Wielkiej Brytanii i Irlandii.

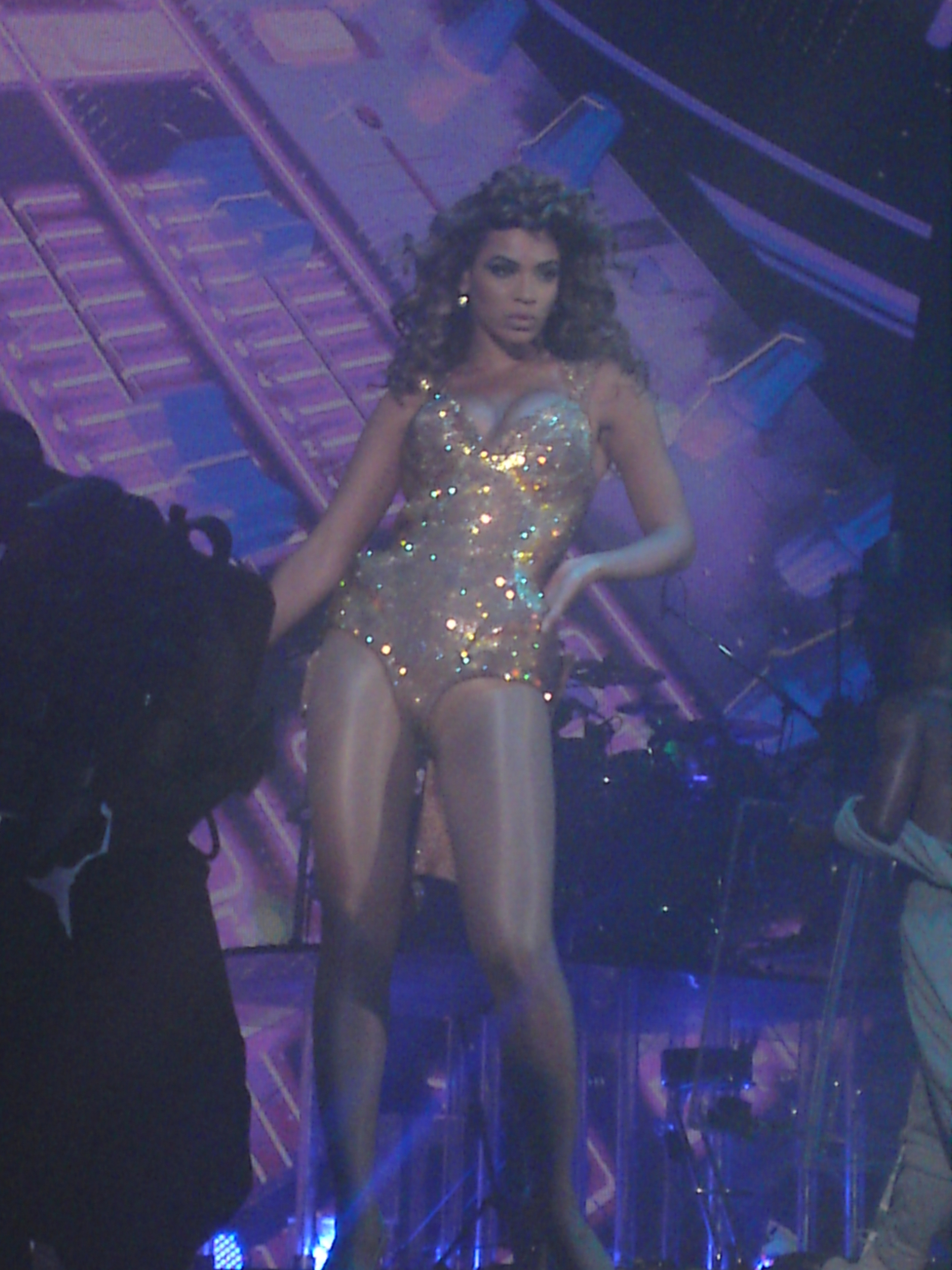
Beyoncé występująca w Zurychu.

W związku z bardzo dużym zainteresowaniem biletami w Europie, 28 maja 2009 roku na stronie internetowej wokalistki pojawiło się ogłoszenie, że trasa rozszerzona została o kilka koncertów, w tym w: Liverpoolu, Newcastle, Birmingham i Dublinie. Bilety na te występy stały się dostępne w sprzedaży 5 czerwca i 3 lipca.
Północnoamerykański etap rozpoczął się 21 czerwca dwoma koncertami w Madison Square Garden w Nowym Jorku, a zakończył czterema występami w Encore Theater w Wynn Las Vegas. W czasie tego etapu Knowles wystąpiła przed 80.000 ludzi na festiwalu Essence Music Festival, który odbył się w Louisiana Superdome w Nowym Orleanie. Była to jednocześnie pierwsza edycja festiwalu, na którą bilety wyprzedano w całości.
Po koncertach w Ameryce Północnej Knowles zaśpiewała podczas Summer Sonic Festival w Osace i Tokio. Występy zebrały pozytywne opinie, wskutek czego trasa rozszerzona została o dodatkowe koncerty w Japonii. Po koncertach w Azji wokalistka wybrała się na wakacje do Europy. Podczas nich wystąpiła zaledwie raz – 29 sierpnia dała koncert przed ponad 50 tysięcy ludzi w ramach ceremonii otwarcia nowego stadionu Donbass Arena w Doniecku.
Kolejny etap trasy rozpoczął się 15 września w Melbourne, dwa dni po występie wokalistki na gali MTV Video Music Awards 2009, na której zaśpiewała „Single Ladies (Put a Ring on It)”, a zakończył 24 września w Perth.
We wrześniu 2009 roku pojawiły się plotki, jakoby Knowles miała wystąpić w Izraelu. Większość szczegółów ustalona została z menedżerami, gdy wokalistka przebywała w Las Vegas. Mimo iż daty nie zostały oficjalnie ogłoszone, Beyoncé dała trzy koncerty w Tel Awiwie w styczniu 2010 roku.
Następny etap trasy objął Azję i rozpoczął się 12 października w Kobe, co było pierwszym koncertem wokalistki w tym mieście. Spodziewano się, że Knowles wystąpi w stolicy Malezji Kuala Lumpur, po tym jak w 2007 roku jej koncert został odwołany. Jednak podobnie jak w przypadku The Beyoncé Experience plany wywołały kontrowersje wśród partii muzułmańskich, którym nie odpowiadały sceniczne stroje Beyoncé. Tym samym koncert został przesunięty na późniejszy termin.
Po koncertach w Azji, Beyoncé powróciła do Europy, by wystąpić w Rosji, Grecji i Wielkiej Brytanii, gdzie po raz kolejny całkowicie wyprzedano bilety na każdy z 26 koncertów. Występy z 14, 15 i 16 listopada w Londynie zostały nagrane i ukażą się na DVD na początku 2010 roku. Podczas jednego z tych koncertów na scenie pojawili się gościnnie Jay-Z i Kanye West.

### Kostiumy
Po kilku latach emerytury, francuski projektant Thierry Mugler został głównym autorem strojów Beyoncé. Zachwyciła się ona bowiem jego pracami na gali Metropolitan Museum of Art Costume Institute. Ważną częścią wystawy „Superbohaterowie, Moda i Fantazja” były stroje haute couture jego projektu. Mugler stworzył złożoną z 72 części garderobę dla Knowles oraz jej tancerzy i zespołu. Po tym ogłoszono, że zostanie on doradcą kreatywnym, gdyż będzie miał wkład w projekt całego show, od oświetlenia do choreografii.
Mugler wyjaśnił, że projektując stroje dla Knowles chciał pokazać „dualizm między byciem kobietą i wojowniczką” i „zrozumieć te dwie strony z własną percepcją dwóch aspektów”, używając słów „Kobieca. Wolna. Wojownicza. Dzika” jako inspiracji. Uważał, że „Sasha Fierce jest innym aspektem osobowości Beyoncé, która jest Fierce (ang. dzika) na scenie, a Beyoncé w życiu realnym”, twierdząc: „Beyoncé jest bardzo obytym 'zwierzęciem scenicznym', co oznacza, że jest naprawdę instynktowna. Wyraża siebie przez dwa aspekty swojej osobowości. Na scenie jest Sashą Fierce, a w swojej najprawdziwszej osobowości jest Beyoncé."
Część kostiumów, zarówno na scenie, jak i w wideoklipach, zawiera kilka elementów zaprojektowanych przez Muglera wcześniej, ale większość stanowią nowe stroje, stworzone specjalnie dla wokalistki.
Mugler powiedział o swojej roli doardcy kreatywnego: „Ja byłem odpowiedzialny za to, żeby wizje Beyoncé stały się rzeczywistością. Na scenie będzie mnóstwo dramatyzacji i metamorfoz. Część bardzo silnych efektów zainspirowała sama Beyoncé i tylko ona mogła sprawić, by działy się na scenie. Byłem również asystentem reżysera sesji zdjęciowej divy, która odbyła się głównie z myślą o występach. Miałem swój wkład także w różne efekty wizualne i kreatywne koncertów.” Stwierdził również: „Sens mise-en-scène lub użycia wszystkiego, co mamy, w tym technologii, świateł, oprawy i kostiumów był taki, aby wyrazić emocje i energię, którą dzielimy, i z którą chcieliśmy się podzielić z innymi."

## Show

### I Am... Tour

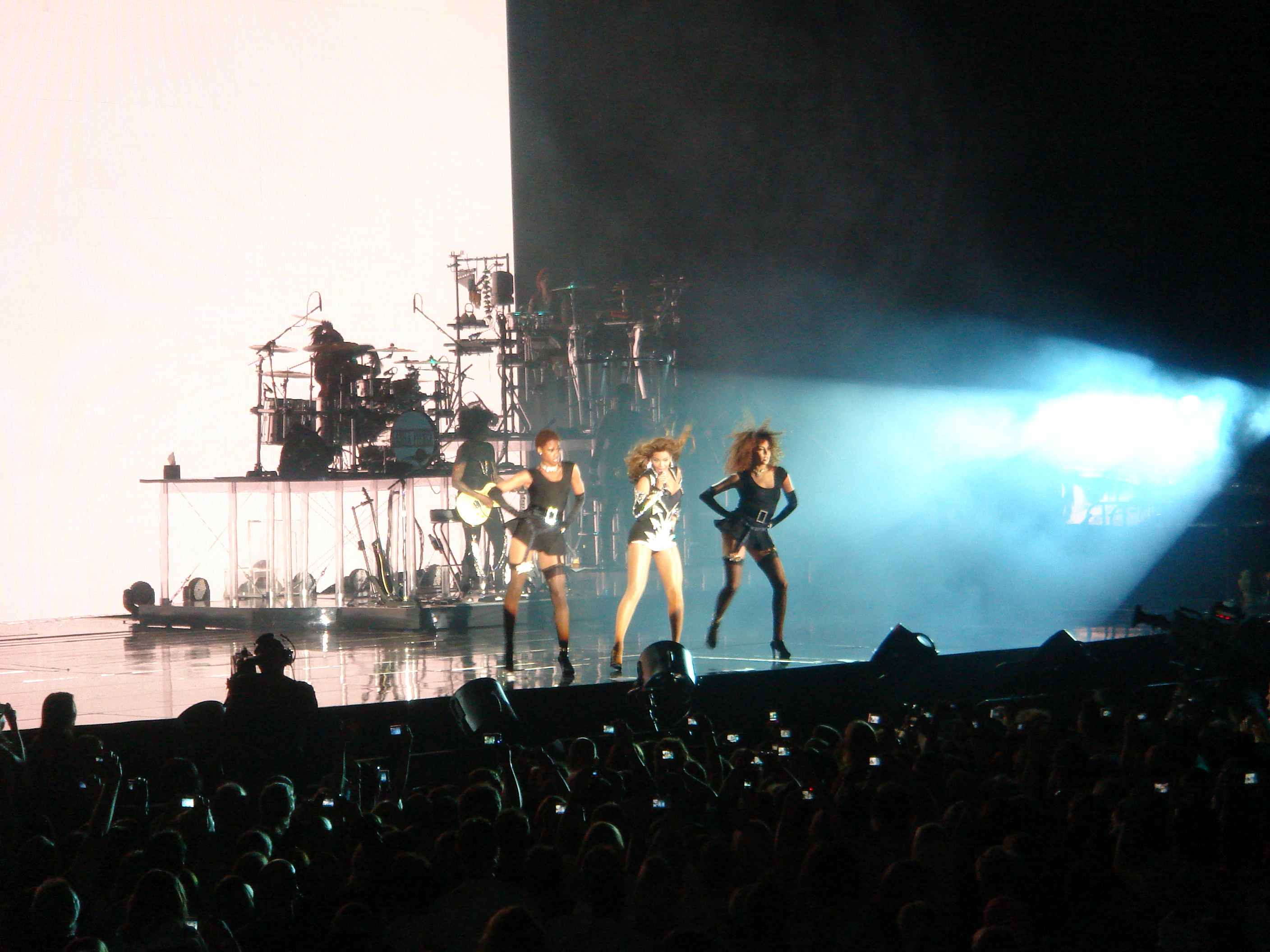
Beyoncé wykonująca „Single Ladies (Put a Ring on It)” w Berlinie.

Główna scena miała prosty projekt i zawierała schody, duży ekran LED w tle oraz szklane podnośniki dla zespołu Knowles, Suga Mama. Istniała również mniejsza scena, położona w połowie obiektu, na którą wokalistka wychodziła podczas ostatnich piosenek.
Koncerty rozpoczynało pojawienie się sylwetki Knowles na środku głównej sceny. Śpiewała ona pierwszy wers „Déjà Vu”, a światła ujawniały ją w złoto-srebrnym kostiumie z kokardą. Wykonywała wtedy „Crazy in Love”, a następnie „Naughty Girl”, „Freakum Dress” i „Get Me Bodied”. Podczas tanecznej przerwy w „Get Me Bodied” wokalistka schodziła ze sceny, by zmienić kostium.
Pojawiała się później na szczycie schodów w białym stroju, śpiewając „Smash Into You”. Następnie wykonywała „Ave Maria”, a pod koniec piosenki tancerki przemieniały kostium w suknię ślubną z welonem. Po tym Knowles śpiewała fragment „Angel” Sary McLachlan i część klasycznej „Ave Maria” Schuberta. Ślubny strój był wtedy zdejmowany, a wokalistka kontynuowała „Broken-Hearted Girl”. Następnie, na ekranie, wyświetlany był wstęp wideo złożony z niepublikowanych scen z teledysku „If I Were a Boy”. Knowles pojawiała się na scenie w charakterystycznej kurtce i skórzanej spódniczce, wykonując utwór. W jego połowie wykonywany był fragment „You Oughta Know” Alanis Morissette.

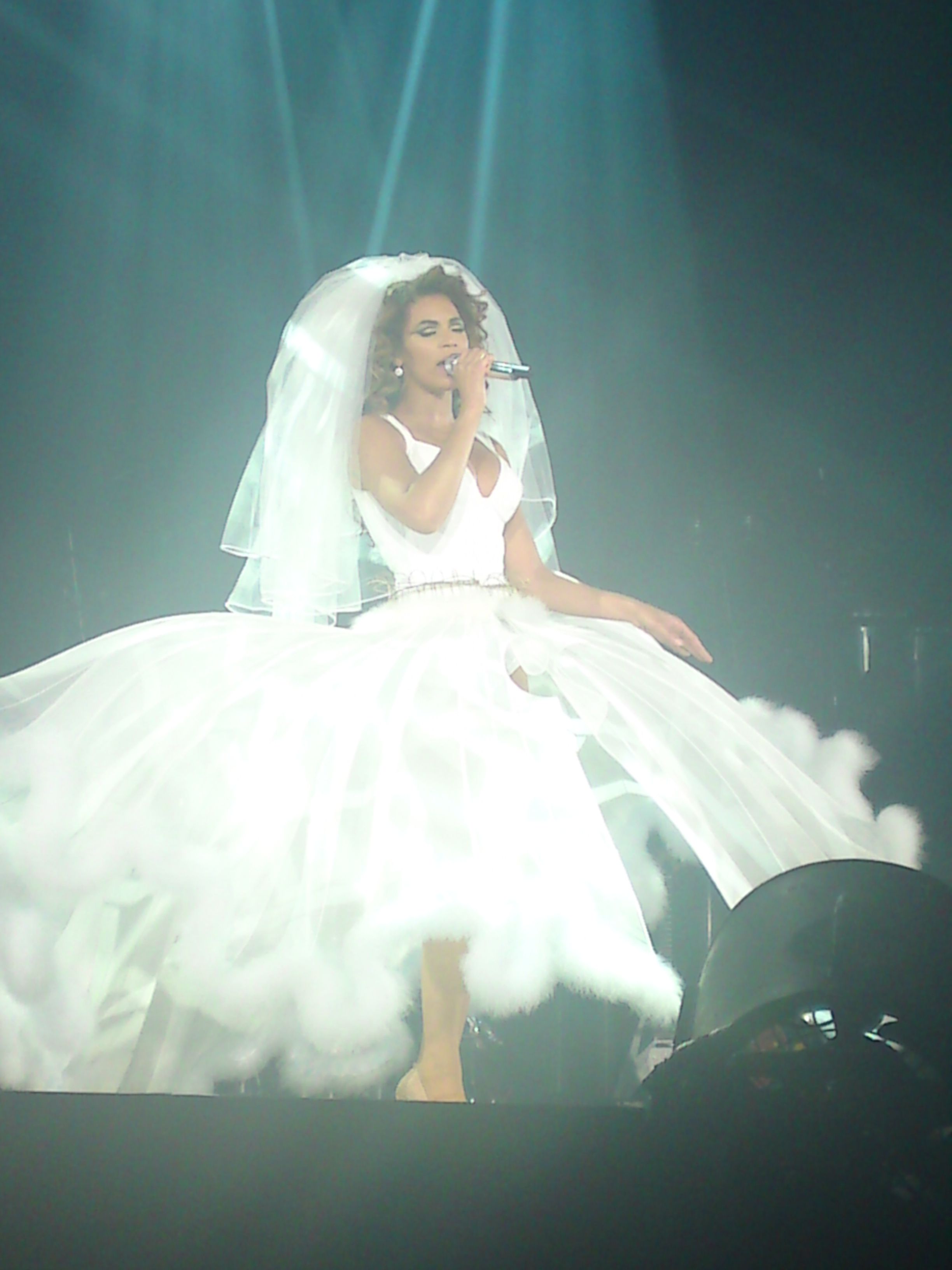
Beyoncé wykonująca „Ave Maria”.

Po zainspirowanej rockiem wersji „If I Were a Boy” na ekranie pojawiał się wstęp wideo wyreżyserowany przez Thierry’ego Muglera. Składał się z fragmentów „Sweet Dreams” i przedstawiał Beyoncé ubraną w kostium mający przypominać ciało robota, konfrontującą się z gepardem. Było to krótkie intro poprzedzające wykonanie utworu „Diva”, podczas którego Knowles miała na sobie bikini, kostium w gepardzie cętki oraz czarną pelerynę, zdejmowaną w trakcie piosenki. Po tym na ekranie wyświetlany był kolejny materiał, ukazujący wokalistkę śpiewającą i tańczącą w wieku 5 lat. Beyoncé śpiewała następnie „Radio” i „Me, Myself and I”. Zanim przeszła do kolejnych piosenek, „Ego” oraz „Hello”, następowała szybka zmiana stroju ze świecącego bikini na czarną kamizelkę.
Koncert kontynuowany był krótkim występem The Mamas, wokalistek pobocznych, po którym wyświetlane było kolejne wprowadzające wideo, ukazujące rzut monetą między Beyoncé i Sashą Fierce. Po nim Knowles pojawiała się na scenie w złotej sukni. Podczas „Baby Boy” wykonywała kilka figur akrobatycznych. Następnie przechodziła na mniejszą scenę, gdzie kontynuowała tę samą piosenkę, wplatając w nią fragment „You Don’t Love Me (No, No, No)” Dawn Penn. Kolejnymi utworami były: „Irreplaceable”, „Check on It”, połączenie hitów Destiny’s Child, „Upgrade U” i „Video Phone”. W trakcie „Say My Name” wokalistka podchodziła do jednej osoby z publiczności i pytała o jej imię, a później o to jak ona, Beyoncé, się nazywa. Pod koniec piosenki przebiegała wśród publiczności do głównej sceny, podczas gdy tancerze tańczyli do miksu utworów Destiny’s Child i „Beautiful Liar”.
Podczas przedostatniej sekcji koncertów Knowles pojawiała się na scenie w długiej sukni z koralików. Śpiewała wtedy „At Last”, „Listen” i „Scared of Lonely” (tylko w niektórych obiektach). Po tym na ekranie wyświetlany był wstęp wideo pochodzący z YouTube, ukazujący fanów tańczących do „Single Ladies (Put a Ring on It)”. Następnie wokalistka wykonywała ten sam utwór w czarnej, ozdobionej biżuterią spódniczce. Finałową piosenką była „Halo”. W niektórych obiektach Knowles wybierała osobę z publiczności, z którą następnie śpiewała „Happy Birthday”.
Po wykonaniu wszystkich utworów Knowles wchodziła na szczyt schodów i kilkakrotnie powtarzała „I am”, oczekując na tę samą odpowiedź publiczności. Następnie mówiła „I am... yours” i opuszczała scenę.

### I Am... Yours
Z pojemnością mniejszą niż 1.500 miejsc, Encore Theater w Las Vegas był najmniejszym i najbardziej kameralnym obiektem, w którym Knowles wystąpiła podczas trasy I Am... Tour. I Am... Yours stanowi zapis koncertu artystki, który odbył się tam 2 sierpnia 2009 roku. Knowles wykonywała podczas niego piosenki z I Am... Sasha Fierce oraz B'Day i Dangerously in Love. Koncert określony został jako okazja na większe zrozumienie Beyoncé jako wokalistki oraz jako człowieka.
Suga Mama, zespół Beyoncé, przybył do hotelu na tydzień przed koncertem i poświęcał 10 godzin dziennie na próby, aby zmienić standardowy program dotychczasowych występów. Bowiem po raz pierwszy, wyłącznie na jeden wieczór, zmieniona została lista utworów. Większość z nich wykonana była akustycznie. Poza tym artystka śpiewała piosenki, które nigdy wcześniej nie były grane na żywo, w tym m.in.: „That's Why You’re Beautiful” oraz „Resentment”. Beyoncé wystąpiła w nowych kostiumach zaprojektowanych dla niej przez Thierry’ego Muglera, który odpowiadał również za stroje podczas pozostałych koncertów. Projekt sceny także uległ zmianom – był prosty i elegancki. Z kolei do zespołu dołączyła nowa orkiestra.
Trzy koncerty w Las Vegas rozpoczynały się każdego wieczora bajkową narracją przedstawiającą wokalistkę publiczności. Ona sama zaś przemierzała całą salę, mając na sobie jeden z pięciu strojów projektu Muglera. Zmierzając na scenę śpiewała utwór „Hello”, a po dotarciu przechodzodziła do ballady „Halo”. Następnie wykonywała akustyczną wersję „Sweet Dreams”, przachodzącą później w „Dangerously in Love 2”, która z kolei zawierała fragmenty „Sweet Love” Anity Baker. Po krótkiej przerwie, w trakcie której Beyoncé zmieniała strój, śpiewała „That's Why You’re Beautiful”, łącząc piosenkę z klasykiem Prince’a, „The Beautiful Ones”. Kolejnymi utworami były: „Listen”, „Scared of Lonely”, „Irreplaceable”, „Ego” oraz „If I Were a Boy”, zawierający fragmenty „You Oughta Know” Alanis Morissette.
Po szybkiej zmianie stroju Knowles ponownie pojawiała się na scenie i mówiła o swojej przeszłości, dorastaniu, rodzinie i Destiny’s Child. Po tym wykonała miks piosenek grupy, złożony z: „Bootylicious”, „No, No, No”, „Bug a Boo”, „Bills, Bills, Bills” i „Say My Name”, mówiąc między poszczególnymi utworami o problemach, z jakimi członkinie grupy borykały się nim odniosły sukces. Następnie artystka wypowiedziała się na temat swojej kariery filmowej, głównie o roli w filmie Austin Powers i Złoty Członek, którego muzyka tytułowa grana była w tle. W odniesieniu się do obrazu kolejnym utworem był „Work It Out”.
Knowles następnie opowiedziała o sobie jako artystce solowej i o każdym z jej dotychczasowych albumów. Przyznała, że jej wytwórnia twierdziła, że na debiutanckiej płycie nie ma ani jednego hitu, a ona rozczarowała wydawców. W odpowiedzi na to zaśpiewała „Crazy in Love” i „Naughty Girl”, a później „Get Me Bodied”, „Déjà Vu” oraz „Resentment”.
Koncert zakończył się przemową Knowles na temat miłości do męża i opowieścią o tym, że wszystko zaczęło się od współpracy, a zakończyło bajką. Po tym wykonała utwory „’03 Bonnie & Clyde” oraz „Satellites”, które według niej pasowały idealnie do sytuacji. Ostatnią piosenką była „Single Ladies (Put a Ring on It)”, wykonana z pełną choreografią. Po finale wokalistka podziękowała wszystkim zgromadzonym oraz tym, którzy wspierali ją podczas koncertów i w ramach całej kariery.
26 listopada 2009 roku telewizja ABC wyemitowała specjalny program Beyoncé: I Am... Yours, przedstawiający urywki koncertów, materiał zza kulis oraz rzadkie widea z dzieciństwa wokalistki.

## Supporty
| - Eva Avila (Kanada) - Linda Teodosiu (Austria, Niemcy i Szwajcaria) - Ildiko Keresztes & Karmatronic (Węgry) - Marek Ztracený (Czechy) - finaliści holenderskiego X-Factora (Holandia) - Humphrey (Francja) - DJ Lester & Abdou (Belgia) - Miguel Simões & Verinha Mágica (Portugalia) - Labuat (Hiszpania) - Zarif (Wielka Brytania i Irlandia) | - Shontelle (Wielka Brytania i Irlandia) - Solange Knowles (Minneapolis) - RichGirl (Ameryka Północna) - Flo Rida (Australia) - Jessica Mauboy (Australia) - Goin' Through & Professional Sinnerz (Grecja) - Julian Perretta (Wielka Brytania i Irlandia) - Nikki Jane (Londyn) - From Above (Wielka Brytania i Irlandia) |

## Lista utworów
| Pierwszy koncert |
| --- |
| Scena główna - „Sweet Dreams” (zawiera elementy „Sweet Dreams (Are Made of This)”) - „Crazy in Love” (zawiera elementy „I Just Wanna Love U (Give It 2 Me)”, „Work It Out”, „Let Me Clear My Throat” i „Pass the Peas”) - „Naughty Girl” - „Freakum Dress” - „Get Me Bodied” (miks) - „Smash Into You” - „Satellites” - „Ave Maria” (zawiera fragmenty „Angel”) - „Halo” Wprowadzenie „If I Were a Boy” (zawiera fragmenty teledysku) - „If I Were a Boy” (zawiera fragmenty „You Oughta Know”) Fierce Cheetah Diva (wprowadzenie wideo) - „Diva” Wprowadzenie „Radio” (zawiera fragmenty „Ring the Alarm”, „Suga Mama” i „Single Ladies (Put a Ring on It)”) - Radio - „Me, Myself and I” - „Ego” - „Hello” - „Déjà Vu” Divinty Roxx Bass Jam/The Mama's Medley Heads or Tails (Beyoncé vs. Sasha Fierce) (wprowadzenie wideo) Sasha Prevails/African Drums Medley (skecz zespołu) Przejście ze sceny głównej na środkową - „Baby Boy” (zawiera fragmenty „You Don’t Love Me (No, No, No)”) Scena środkowa - „Irreplaceable” Meeting of the Minds (wprowadzenie wideo) - „Check on It” - Destiny’s Child Medley - „Bootylicious” - „Bug a Boo” - „Jumpin’, Jumpin’” - „Upgrade U” - „Ring the Alarm” - „Video Phone” (zawiera fragmenty „Suga Mama” i „Snap Yo Fingers”) Przejście ze sceny środkowej na główną - „Say My Name” Scena główna The History of Destiny’s Child (wprowadzenie taneczne, zawiera fragmenty „Independent Women Part I”, „Bills, Bills, Bills”, „No, No, No Part II”, „Beautiful Liar” i „Survivor”) „Survivor” (wprowadzenie wideo) - „At Last” - „Listen” - „Broken-Hearted Girl” - „Scared of Lonely” - „Dangerously in Love 2” (zawiera fragmenty „Sweet Love”) - „Single Ladies (Put a Ring on It)” - „Flaws and All” |

| Stany Zjednoczone, Europa, Australia i Azja |
| --- |
| Scena główna Band Fanfare Introduction - „Déjà Vu” (Tour Intro Skit) - „Crazy in Love” (zawiera fragmenty „I Just Wanna Love U (Give It 2 Me)”, „Work It Out”, „Let Me Clear My Throat” i „Pass the Peas”) - „Naughty Girl” - „Freakum Dress” - „Get Me Bodied” (miks) - „Smash Into You” - „Ave Maria” (zawiera fragmenty „Angel”) - „Broken-Hearted Girl” Wprowadzenie „If I Were a Boy” (zawiera fragmenty teledysku) - „If I Were a Boy” (zawiera fragmenty „You Oughta Know”) Fierce Cheetah Diva (wprowadzenie wideo, zawiera fragmenty „Sweet Dreams”) - „Diva” Wprowadzenie „Radio” (zawiera fragmenty „Ring the Alarm”, „Suga Mama” i „Single Ladies (Put a Ring on It)”) - „Radio” - „Me, Myself and I” - „Ego” - „Hello" Band Jam/The Mama's Medley Heads or Tails (Beyoncé vs. Sasha Fierce) (wprowadzenie wideo) Sasha Prevails/African Drums Medley (skecz zespołu) Przejście ze sceny głównej na środkową - „Baby Boy” (zawiera fragmenty „You Don’t Love Me (No, No, No)”) Scena środkowa - „Irreplaceable” - „Check on It” - Destiny’s Child Medley - „Bootylicious” - „Bug a Boo” - „Jumpin’, Jumpin’” - „Upgrade U” - „Video Phone” (zawiera fragmenty „Snap Yo Fingers”) Przejście ze sceny środkowej na główną - „Say My Name” Scena główna The History of Destiny’s Child (wprowadzenie taneczne, zawiera fragmenty „Independent Women Part I”, „Bills, Bills, Bills”, „No, No, No Part II”, „Beautiful Liar” i „Survivor”) „Survivor” (wprowadzenie wideo) - „At Last” - „Listen” „Single Ladies (Put a Ring On It)” (wprowadzenie wideo) - „Single Ladies (Put a Ring on It)” - „Halo” (zakończenie instrumentalnym fragmentem „Kitty Kat”) |

| I Am... Yours (Las Vegas) |
| --- |
| Akt pierwszy: Kameralny - „Hello” - „Halo” - „Irreplaceable” - „Sweet Dreams” Medley - „Sweet Dreams” (wersja akustyczna) - „Dangerously in Love 2” - „Sweet Love” - „If I Were a Boy (zawiera fragmenty „California Love” i „You Oughta Know”) - „Scared of Lonely” - „That's Why You’re Beautiful” - „Satellites” - „Resentment" Przerwa - „It Don't Mean a Thing (If You Ain’t Got That Swing)” - „Déjà Vu” - „Bebop (Tap Sequence)” Akt drugi: Opowiadanie historii - „I Wanna Be Where You Are” (zawiera fragmenty „Welcome to Hollywood”) - Destiny’s Child Medley - „No, No, No Part I” - „No, No, No Part II” - „Bug a Boo” - „Bills, Bills, Bills” - „Say My Name” - „Jumpin’, Jumpin’” - „Independent Women Part I” - „Bootylicious” - „Survivor” - Beyoncé - „Work It Out” - „’03 Bonnie & Clyde” - „Crazy in Love” - „Naughty Girl” - „Get Me Bodied” - „Electric Feel” - „Single Ladies (Put a Ring on It)” - Finał - „It Don't Mean a Thing (If It Ain’t Got That Swing)” - „Ornithology" |

## Daty koncertów
| Ameryka Północna     |                     |                              |                                               |
| 26 marca 2009        | Edmonton            | Kanada                       | Rexall Place                                  |
| 27 marca 2009        | Saskatoon           | Kanada                       | Credit Union Centre                           |
| 28 marca 2009        | Winnipeg            | Kanada                       | MTS Centre                                    |
| 31 marca 2009        | Vancouver           | Kanada                       | General Motors Place                          |
| 1 kwietnia 2009      | Seattle             | Stany Zjednoczone            | KeyArena                                      |
| Europa               |                     |                              |                                               |
| 26 kwietnia 2009     | Zagrzeb             | Chorwacja                    | Arena Zagreb                                  |
| 28 kwietnia 2009     | Wiedeń              | Austria                      | Wiener Stadthalle                             |
| 29 kwietnia 2009     | Budapeszt           | Węgry                        | Budapest Sports Arena                         |
| 30 kwietnia 2009     | Praga               | Czechy                       | O2 Arena                                      |
| 2 maja 2009          | Rotterdam           | Holandia                     | Ahoy Rotterdam                                |
| 3 maja 2009          | Rotterdam           | Holandia                     | Ahoy Rotterdam                                |
| 5 maja 2009          | Paryż               | Francja                      | Palais Omnisports de Paris-Bercy              |
| 6 maja 2009          | Strasburg           | Francja                      | Zénith de Strasbourg                          |
| 7 maja 2009          | Antwerpia           | Belgia                       | Sportpaleis Antwerp                           |
| 8 maja 2009          | Berlin              | Niemcy                       | O2 World                                      |
| 10 maja 2009         | Herning             | Dania                        | Messecenter Herning                           |
| 11 maja 2009         | Göteborg            | Szwecja                      | Scandinavium                                  |
| 13 maja 2009         | Sztokholm           | Szwecja                      | Stockholm Globe Arena                         |
| 15 maja 2009         | Oberhausen          | Niemcy                       | König Pilsener Arena                          |
| 16 maja 2009         | Zurych              | Szwajcaria                   | Hallenstadion                                 |
| 18 maja 2009         | Lizbona             | Portugalia                   | Pavilhão Atlântico                            |
| 19 maja 2009         | Madryt              | Hiszpania                    | Palacio de Deportes de la Comunidad de Madrid |
| 20 maja 2009         | Barcelona           | Hiszpania                    | Palau Sant Jordi                              |
| 22 maja 2009         | Newcastle           | Anglia                       | Metro Radio Arena                             |
| 23 maja 2009         | Birmingham          | Anglia                       | National Indoor Arena                         |
| 25 maja 2009         | Londyn              | Anglia                       | The O2 Arena                                  |
| 26 maja 2009         | Londyn              | Anglia                       | The O2 Arena                                  |
| 27 maja 2009         | Manchester          | Anglia                       | Manchester Evening News Arena                 |
| 29 maja 2009         | Dublin              | Irlandia                     | The O2                                        |
| 30 maja 2009         | Dublin              | Irlandia                     | The O2                                        |
| 31 maja 2009         | Belfast             | Irlandia                     | Odyssey                                       |
| 1 czerwca 2009       | Belfast             | Irlandia                     | Odyssey                                       |
| 3 czerwca 2009       | Dublin              | Irlandia                     | The O2                                        |
| 4 czerwca 2009       | Dublin              | Irlandia                     | The O2                                        |
| 6 czerwca 2009       | Liverpool           | Anglia                       | Echo Arena                                    |
| 7 czerwca 2009       | Sheffield           | Anglia                       | Sheffield Arena                               |
| 8 czerwca 2009       | Londyn              | Anglia                       | The O2 Arena                                  |
| 9 czerwca 2009       | Londyn              | Anglia                       | The O2 Arena                                  |
| Ameryka Północna     |                     |                              |                                               |
| 21 czerwca 2009      | Nowy Jork           | Stany Zjednoczone            | Madison Square Garden                         |
| 22 czerwca 2009      | Nowy Jork           |                              | Madison Square Garden                         |
| 23 czerwca 2009      | Baltimore           | 1st Mariner Arena            |                                               |
| 24 czerwca 2009      | Waszyngton          | Verizon Center               |                                               |
| 26 czerwca 2009      | Filadelfia          | Wachovia Center              |                                               |
| 27 czerwca 2009      | Greensboro          | Greensboro Coliseum          |                                               |
| 29 czerwca 2009      | Fort Lauderdale     | BankAtlantic Center          |                                               |
| 1 lipca 2009         | Atlanta             | Philips Arena                |                                               |
| 3 lipca 2009         | Nowy Orlean         | Louisiana Superdome          |                                               |
| 4 lipca 2009         | Houston             | Toyota Center                |                                               |
| 5 lipca 2009         | Dallas              | American Airlines Center     |                                               |
| 7 lipca 2009         | Phoenix             | US Airways Center            |                                               |
| 9 lipca 2009         | Sacramento          | ARCO Arena                   |                                               |
| 10 lipca 2009        | Oakland             | Oracle Arena                 |                                               |
| 11 lipca 2009        | Anaheim             | Honda Center                 |                                               |
| 13 lipca 2009        | Los Angeles         | Staples Center               |                                               |
| 16 lipca 2009        | Minneapolis         | Target Center                |                                               |
| 17 lipca 2009        | Chicago             | United Center                |                                               |
| 18 lipca 2009        | Detroit             | The Palace of Auburn Hills   |                                               |
| 20 lipca 2009        | Toronto             | Kanada                       | Air Canada Centre                             |
| 21 lipca 2009        | Montreal            | Kanada                       | Centre Bell                                   |
| 23 lipca 2009        | Uncasville          | Stany Zjednoczone            | Mohegan Sun Arena                             |
| 24 lipca 2009        | East Rutherford     | Stany Zjednoczone            | Izod Center                                   |
| 30 lipca 2009        | Las Vegas           | Stany Zjednoczone            | Encore Las Vegas                              |
| 31 lipca 2009        | Las Vegas           | Stany Zjednoczone            | Encore Las Vegas                              |
| 1 sierpnia 2009      | Las Vegas           | Stany Zjednoczone            | Encore Las Vegas                              |
| 2 sierpnia 2009      | Las Vegas           | Stany Zjednoczone            | Encore Las Vegas                              |
| Azja                 |                     |                              |                                               |
| 7 sierpnia 2009      | Osaka               | Japonia                      | Maishima Arena                                |
| 9 sierpnia 2009      | Tokio               | Japonia                      | Chiba Marine Stadium                          |
| Europa               |                     |                              |                                               |
| 29 sierpnia 2009     | Donieck             | Ukraina                      | Donbass Arena                                 |
| Australia            |                     |                              |                                               |
| 15 września 2009     | Melbourne           | Australia                    | Rod Laver Arena                               |
| 16 września 2009     | Melbourne           | Australia                    | Rod Laver Arena                               |
| 18 września 2009     | Sydney              | Australia                    | Acer Arena                                    |
| 19 września 2009     | Sydney              | Australia                    | Acer Arena                                    |
| 20 września 2009     | Brisbane            | Australia                    | Brisbane Entertainment Centre                 |
| 22 września 2009     | Adelaide            | Australia                    | Adelaide Entertainment Centre                 |
| 24 września 2009     | Perth               | Australia                    | Burswood Dome                                 |
| Azja                 |                     |                              |                                               |
| 26 września 2009     | Singapur            | Singapur                     | Fort Canning Park                             |
| 12 października 2009 | Kobe                | Japonia                      | Kobe World                                    |
| 13 października 2009 | Osaka               | Japonia                      | Osaka-jo Hall                                 |
| 15 października 2009 | Nagoja              | Japonia                      | Nippon Gaishi Hall                            |
| 17 października 2009 | Tokio               | Japonia                      | Saitama Super Arena                           |
| 18 października 2009 | Tokio               | Japonia                      | Saitama Super Arena                           |
| 20 października 2009 | Seul                | Korea Południowa             | Olympic Gymnastics Arena                      |
| 21 października 2009 | Seul                | Korea Południowa             | Olympic Gymnastics Arena                      |
| 23 października 2009 | Pekin               | Chiny                        | Wukesong Indoor Stadium                       |
| 25 października 2009 | Bukit Jalil         | Malezja                      | Stadion Narodowy Bukit Jalil                  |
| Bliski Wschód        |                     |                              |                                               |
| 29 października 2009 | Abu Zabi            | Zjednoczone Emiraty Arabskie | Ferrari World Abu Dhabi                       |
| Europa               |                     |                              |                                               |
| 2 listopada 2009     | Moskwa              | Rosja                        | Stadion Olimpijski                            |
| Afryka               |                     |                              |                                               |
| 6 listopada 2009     | Port Ghalib         | Egipt                        | The Island                                    |
| Europa               |                     |                              |                                               |
| 8 listopada 2009     | Ateny               | Grecja                       | Olympic Indoor Hall                           |
| 11 listopada 2009    | Liverpool           | Anglia                       | Echo Arena                                    |
| 12 listopada 2009    | Birmingham          | Anglia                       | National Indoor Arena                         |
| 14 listopada 2009    | Londyn              | Anglia                       | The O2 Arena                                  |
| 15 listopada 2009    | Londyn              | Anglia                       | The O2 Arena                                  |
| 16 listopada 2009    | Londyn              | Anglia                       | The O2 Arena                                  |
| 18 listopada 2009    | Manchester          | Anglia                       | MEN Arena                                     |
| 29 listopada 2009    | Newcastle upon Tyne | Anglia                       | Metro Radio Arena                             |
| 20 listopada 2009    | Nottingham          | Anglia                       | National Ice Centre                           |
| 22 listopada 2009    | Dublin              | Irlandia                     | The O2                                        |
| 23 listopada 2009    | Dublin              | Irlandia                     | The O2                                        |
| 24 listopada 2009    | Belfast             | Irlandia                     | Odyssey                                       |
| Ameryka Południowa   |                     |                              |                                               |
| 4 lutego 2010        | Florianópolis       | Brazylia                     | Parque Planeta Atlântida                      |
| 6 lutego 2010        | São Paulo           | Brazylia                     | Estádio do Morumbi                            |
| 7 lutego 2010        | Rio de Janeiro      | Brazylia                     | HSBC Arena                                    |
| 8 lutego 2010        | Rio de Janeiro      | Brazylia                     | HSBC Arena                                    |
| 10 lutego 2010       | Salvador            | Brazylia                     | Parque de Exposições                          |
| 12 lutego 2010       | Buenos Aires        | Argentyna                    | Hipodromo de San Isidro                       |
| 14 lutego 2010       | Santiago            | Chile                        | Movistar Arena                                |
| 16 lutego 2010       | Lima                | Peru                         | Estadio Monumental                            |
| Ameryka Centralna    |                     |                              |                                               |
| 18 lutego 2010       | Port-of-Spain       | Trynidad i Tobago            | Queen’s Park Oval                             |

Koncerty odwołane
Koncert w Mansfield, oryginalnie zaplanowany na 22 lipca 2008 roku, został odwołany przez promotora. Live Nation podała, że przyczyną były problemy logistyczne z transportem sprzętu do Comcast Center.
Ze względu na zmiany międzynarodowego planu koncertów, odwołane zostały dwa występy w Australii: w Brisbane (13 września) i Sydney (20 września). Kolejny koncert w Brisbane został przeniesiony z 12 na 20 września.
Odwołany został również koncert w Kuala Lumpur, zaplanowany na 25 października. 

## Box office
| Obiekt                           | Miasto          | Bilety sprzedane / dostępne | Dochód      |
| -------------------------------- | --------------- | --------------------------- | ----------- |
| General Motors Place             | Vancouver       | 10.685 / 12.595 (84%)       | $888.305    |
| Arena Zagreb                     | Zagrzeb         | 16.599 / 17.190 (96%)       | $810.754    |
| O2 Arena                         | Praga           | 10.615 / 10.951 (97%)       | $624.987    |
| The Ahoy                         | Rotterdam       | 20.297 / 20.297 (100%)      | $1.329.275  |
| Palais Omnisports de Paris-Bercy | Paryż           | 16.149 / 16.149 (100%)      | $1.142.061  |
| Le Zénith                        | Strasburg       | 5.869 / 10.300 (57%)        | $353.644    |
| Sportpaleis                      | Antwerp         | 15.780 / 15.836 (99%)       | $1.033.927  |
| O2 World                         | Berlin          | 12.477 / 12.477 (100%)      | $609.712    |
| Scandinavium                     | Göteborg        | 8.271 / 8.500 (97%)         | $611.707    |
| Ericsson Globe                   | Sztokholm       | 10.640 / 10.640 (100%)      | $728.113    |
| König Pilsener Arena             | Oberhausen      | 9.832 / 10.037 (98%)        | $514.196    |
| Hallenstadion                    | Zurych          | 12.180 / 12.240 (99%)       | $900.936    |
| Pavilhão Atlantico               | Lizbona         | 17.944 / 18.649 (96%)       | $890.173    |
| Palacio de Deportes              | Madryt          | 15.061 / 15.061 (100%)      | $917.996    |
| Palau Sant Jordi                 | Barcelona       | 10.560 / 11.650 (90%)       | $673.865    |
| Metro Radio Arena                | Newcastle       | 10.853 / 10.853 (100%)      | $859.223    |
| National Indoor Arena            | Birmingham      | 11.256 / 11.256 (100%)      | $897.675    |
| The O2                           | Londyn          | 61.030 / 61.030 (100%)      | $4.822.599  |
| Manchester Evening News Arena    | Manchester      | 14.592 / 14.592 (100%)      | $1.165.437  |
| The O2                           | Dublin          | 50.606 / 50.606 (100%)      | $4.782.898  |
| Odyssey Arena                    | Belfast         | 19.600 / 19.600 (100%)      | $1.505.677  |
| Echo Arena                       | Liverpool       | 10.730 / 10.730 (100%)      | $906.189    |
| Sheffield Arena                  | Sheffield       | 11.049 / 11.049 (100%)      | $889.562    |
| Madison Square Garden            | Nowy Jork       | 27.580 / 27.710 (99%)       | $3.526.375  |
| 1st Mariner Arena                | Baltimore       | 8.619 / 11.726 (74%)        | $683,904    |
| Verizon Center                   | Waszyngton      | 13.736 / 13.736 (100%)      | $1.390.421  |
| Wachovia Center                  | Filadelfia      | 14.971 / 14.971 (100%)      | $1.377.995  |
| Greensboro Coliseum              | Greensboro      | 10.600 / 10.600 (100%)      | $779.424    |
| BankAtlantic Center              | Ft. Lauderdale  | 12.629 / 13.209 (95%)       | $1.015.893  |
| Philips Arena                    | Atlanta         | 13.949 / 13.949 (100%)      | $1.281.632  |
| Toyota Center                    | Houston         | 13.130 / 13.130 (100%)      | $1.158.361  |
| American Airlines Center         | Dallas          | 11.319 / 11.906 (95%)       | $981.124    |
| US Airways Center                | Phoenix         | 8.831 / 12.727 (69%)        | $483.805    |
| ARCO Arena                       | Sacramento      | 7.770 / 11.214 (69%)        | $583.801    |
| Oracle Arena                     | Oakland         | 11.121 / 12.524 (88%)       | $1.016.012  |
| Honda Center                     | Anaheim         | 9.924 / 12.287 (80%)        | $937.185    |
| Staples Center                   | Los Angeles     | 12.738 / 14.217 (89%)       | $1.437.146  |
| Target Center                    | Minneapolis     | 6.856 / 8.404 (81%)         | $633.501    |
| United Center                    | Chicago         | 13.852 / 14.773 (93%)       | $1.359.250  |
| The Palace of Auburn Hills       | Auburn Hills    | 13.540 / 13.540 (100%)      | $860.250    |
| Molson Amphitheatre              | Toronto         | 14.427 / 16.000 (90%)       | $1.085.943  |
| Bell Centre                      | Montreal        | 6.732 / 8.630 (78%)         | $640.294    |
| Mohegan Sun Arena                | Uncasville      | 6.729 / 7.222 (93%)         | $572.150    |
| Izod Center                      | East Rutherford | 10.435 / 13.702 (76%)       | $968.245    |
| Rod Laver Arena                  | Melbourne       | 23.448 / 24.548 (96%)       | $2.686.497  |
| Acer Arena                       | Sydney          | 29.584 / 29.584 (100%)      | $3.679.733  |
| Trent Arena Nottingham           | Nottingham      | 8.492 / 9.670 (88%)         | $1.252.080  |
| W sumie                          | W sumie         | 806.134 / 846.103 (95%)     | $74.163.922 |

## Nagrywanie i emisja
Koncert w Encore Theater w Las Vegas został nagrany i wydany na DVD I Am... Yours: An Intimate Performance at Wynn Las Vegas.
Koncert w Vancouver z 31 marca został nagrany, a jego fragmenty wykorzystane zostały w celach komercyjnych. Zdjęcia z tego występu znalazły się w oficjalnej książce dokumentującej trasę oraz na innych promocyjnych przedmiotach.
Dwie piosenki z koncertu w Nowym Orleanie, „If I Were a Boy” i „Single Ladies”, zostały nagrane i wyemitowane przez telewizję TV One.
Pięć utworów z koncertu na Ukrainie: „Crazy in Love”, „Freakum Dress”, „Get Me Bodied”, „Smash Into You” oraz '"Broken-Hearted Girl” wyemitowanych zostało na antenie ukraińskiej telewizji jako część transmisji z otwarcia Donbass Arena.
"Crazy in Love” i „Single Ladies” wykonywane w Osace zostały nagrane, by promować japoński etap trasy.
"Crazy in Love” oraz „Naughty Girl” z koncertu F1 Rocks w Singapurze zostały nadane przez Channel HD 5.
"Crazy in Love”, „Naughty Girl” i „Freakum Dress” z koncertu w Pekinie nadawane były na żywo przez Internet.
"Crazy in Love” z koncertu na stadionie Explanada del Estadio Monumental w Peru został wyemitowany przez telewizję Frecuencia Latina.

## Personel
| Dyrekcja kreatywna - Beyoncé & Frank Gatson (reżyseria/choreografia) - Thierry Mugler (doradca kreatywny/projektant) - Kim Burse (dyrektor kreatywny) - Tina Knowles (konsultantka kreatywna/stylistka) - Ty Hunter (stylista) Suga Mama Band: - Bibi McGill (dyrekcja muzyczna, gitara) - Divinity Walker Roxx (dyrekcja muzyczna, gitara basowa) - Rie Tsuji (asystentka dyrektora muzycznego, instrumenty klawiszowe) - Brittani Washington (instrumenty klawiszowe) - Marcie Chapa (instrumenty perkusyjne) - Nikki Glaspie (perkusja) - Kim Thompson (perkusja) - Crystal Torres (trąbka) - Tia Fuller (saksofon altowy) - Katty Rodriguez-Harrold (saksofon tenorowy) The Mamas (chórek): - Montina Cooper - Crystal A. Collins - Tiffany Riddick Choreografowie - Beyoncé - Frank Gatson Jr. - Jaquel Knight Asystenci choreografów - Dana Foglia - Chirstopher Grant - Rosero McCoy - Kobi Rozenfeld - Tony Michales - Derrel Bullock - Bryan Tanaka - Sheryl Murakami - Rhapshody James - Cliff McGhee - Benny Andrews - Jonte Moaning - Ramon Baynes | Tancerze - Ashley Everett (kapitan żeńskiej części) - Tuere Tanee McCall - Ashley Seldon - Saidah Fishenden - Kimberly Gipson - Bryan Tanaka (kapitan męskiej części) - Cassidy Noblett - Khasan Brailsford - Shaun Walker Ochrona - Julius DeBoer (główny ochroniarz Beyoncé) - Colin McNish (ochrona Beyoncé) - Terrill Eastman (szef ochrony obiektów) - Bob Fontenot (ochrona obiektów) Menedżerowie - Alan Floyd (menedżer trasy) - Marlon Bowers (asystent menedżera trasy) - Larry Beyince (asystent menedżera trasy) - Daniel Kernan (księgowy) - Josh Katzman (księgowy) Sponsorzy - MTV Europe – Europa, Wielka Brytania i Irlandia - Cadbury – Wielka Brytania i Irlandia - Nintendo – Wielka Brytania i Europa - L’Oréal Paris – Ameryka Północna - General Mills – Ameryka Północna - Crystal Geyser – Japonia - Nestlé – Ameryka Południowa Promotorzy - AEG Live – Wielka Brytania - Live Nation & Haymon Concerts – Ameryka Północna i Europa - Michael Coppel Presents – Australia - Music World Entertainment – świat |